# Джон Келлс Інгрем
Джон Келлс Інгрем (англ. John Kells Ingram; 7 червня 1823 — 1 травня 1907, Дублін, Ірландія) — ірландський поет та економіст, відомий також як історик економічних вчень.

## Біографія
У 1840 р. залишений при Дублінскому університеті для удосконалення. Там же, з 1852 р.став викладачем ораторського мистецтва та англійської літератури. З 1866 р. ординарним професором грецької мови; З 1879 р. перебував бібліотекарем; у 1878 р. був президентом економічного відділу Британської асоціації наук. Перебував віце-президентом Ірландської академії наук і одним із завідувачів (Trustees) Національної ірландської бібліотекою.
Як член одного з конгресів робочих спілок написав доповідь «Work and Workman» (1880).

### Вірші
- 1843 — The Memory of the Dead, 1843
- 1897 — Love and Sorrow, priv., Dublin 1897
- 1900 — Sonnets and Other Poems. A. and C. Black, London 1900

## Економічні праці
- 1878 — Considerations on the State of Ireland, Ponsonby, Dublin 1864
- 1888 — A History of Political Economy. Edinburgh — London: Adam and Charles Black, 1888; New York: Macmillan, 1894.
- 1895 — A History of Slavery and Serfdom — London: Adam and Charles Black; New York: Macmillan, 1895 (reprinted Lightning Source (2007)
- Human Nature and Morals According to Auguste Comte. — London: A. & C. Black, 1901. online.
- 1900 — Outlines of history of religion, London 1900
- 1904 — Practical Morals. A Treatise on Universal Education, London 1904
- 1905 — The Final Transition. A Sociological Study, London 1905